# 六十谷站

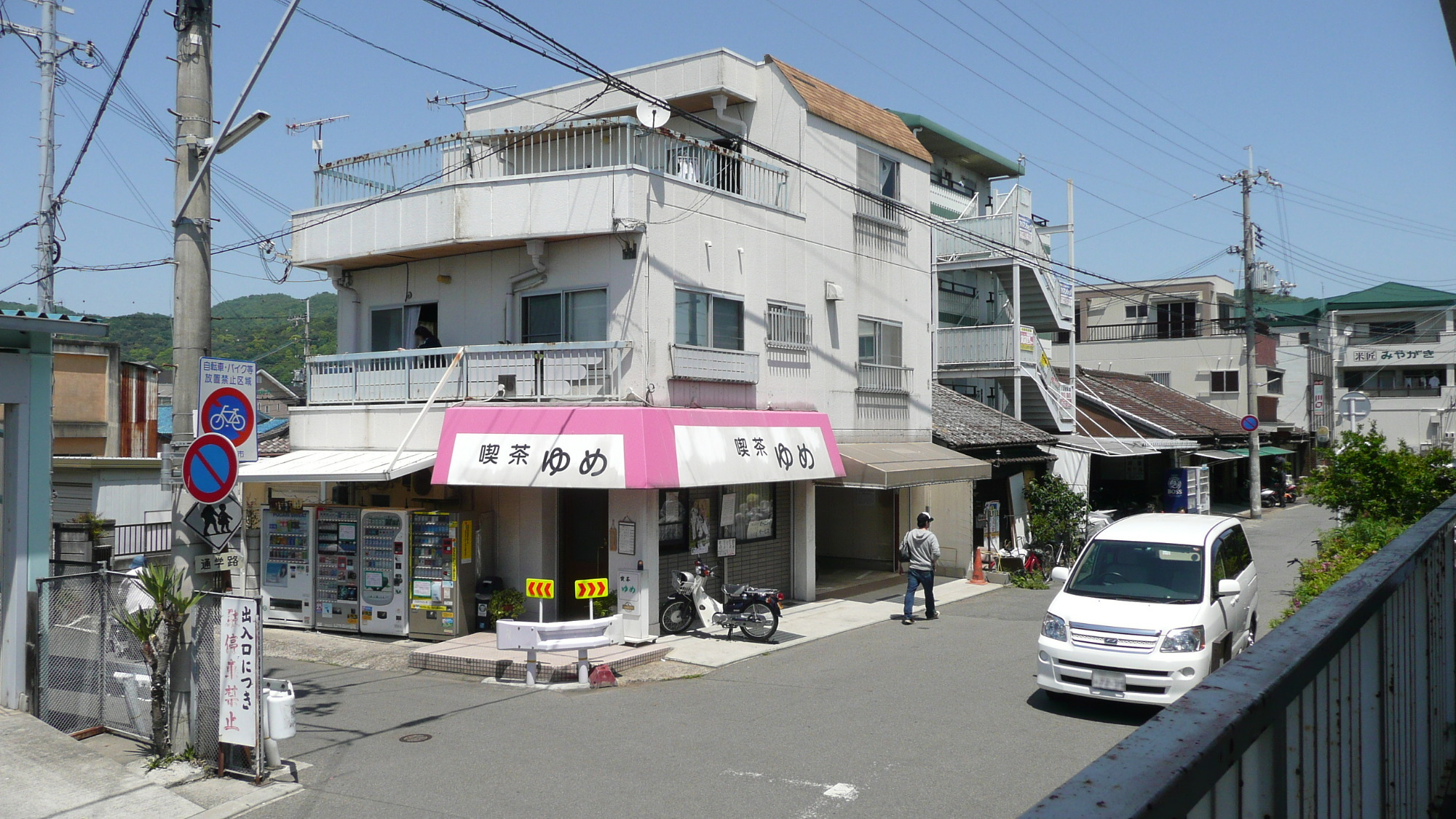
站前（北侧）

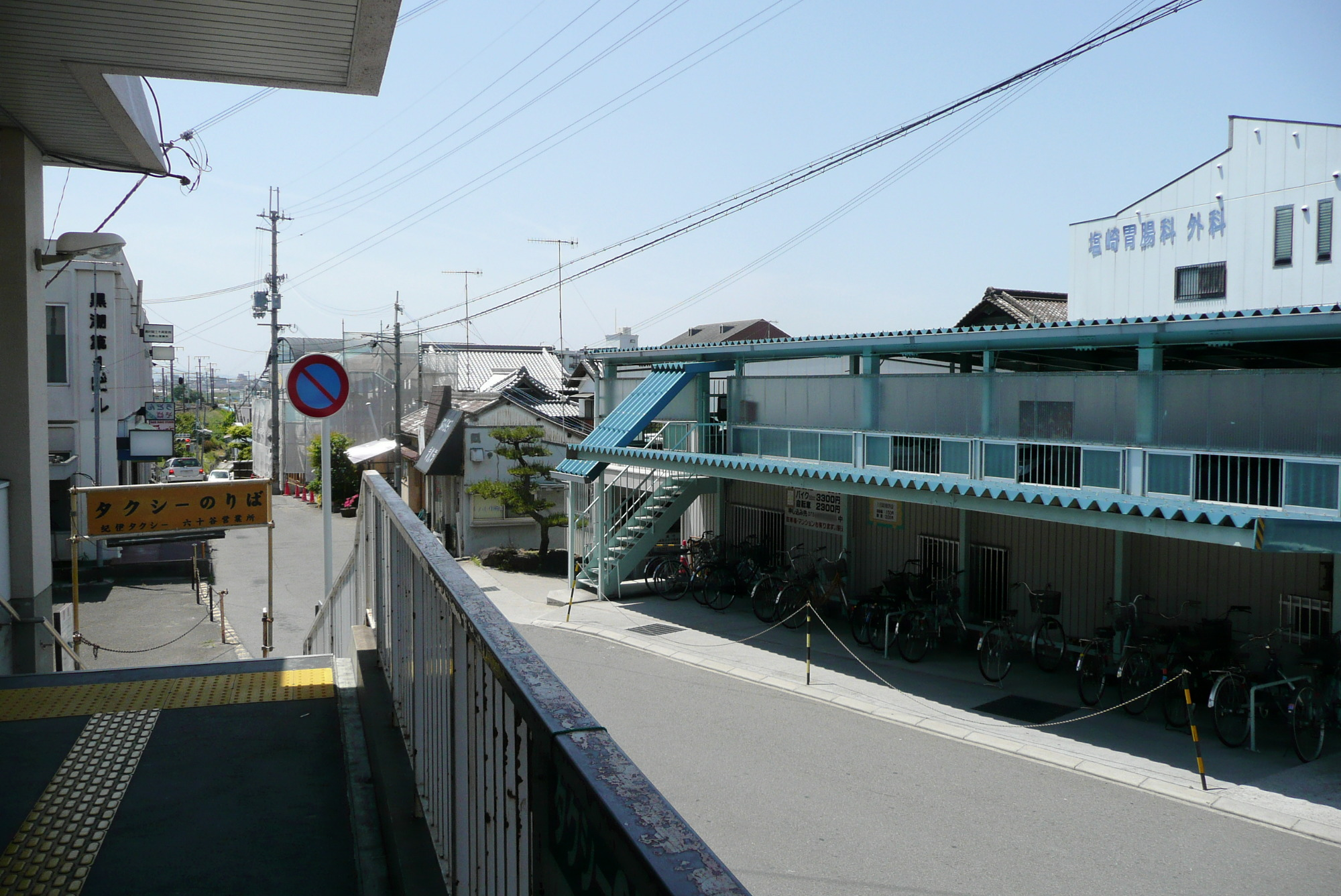
站前（南侧）

六十谷站（日语：／ Musota eki */?）位于和歌山县和歌山市，是西日本旅客铁道（JR西日本）阪和线的鐵路車站。

## 历史
- 1930年6月16日 - 作为阪和电气铁道乘降所投入运营。
- 1931年10月10日 - 由乘降所升级为车站，并开始办理货运业务[2]。
- 1932年2月29日 - 增设侧线[2]。
- 1940年12月1日 - 阪和电气铁道被南海电气铁道合并，成为南海山手线车站[3]。
- 1944年5月1日 - 国有化。
- 1962年2月1日 - 停止办理货运业务。
- 1987年4月1日 - 国铁分割民营化后成为JR西日本车站。
- 2003年11月1日 - 支持使用ICOCA[4]。
- 2018年3月17日 - 开始使用车站编号[5]。

## 车站结构
侧式站台2台2线地上车站。
和泉砂川站管理的直营站。支持使用ICOCA。有绿色窗口（营业时间 6:00～6:30、11:40～13:10、14:15～15:30、17:20～18:20）。

### 站台
| 站台 | 路线   | 方向 | 目的地                   |
| ---- | ------ | ---- | ------------------------ |
| 1    | 阪和線 | 上行 | 日根野、天王寺、大阪方向 |
| 2    | 阪和線 | 下行 | 和歌山方向               |

## 使用情况
根据和歌山县统计年鉴，2017年1日平均乘车人数3,597。
| 年度   | 1日平均 乘车人数 |
| ------ | ---------------- |
| 1998年 | 4,159            |
| 1999年 | 4,242            |
| 2000年 | 4,323            |
| 2001年 | 4,329            |
| 2002年 | 4,316            |
| 2003年 | 4,247            |
| 2004年 | 4,117            |
| 2005年 | 4,162            |
| 2006年 | 4,147            |
| 2007年 | 4,035            |
| 2008年 | 3,990            |
| 2009年 | 3,824            |
| 2010年 | 3,786            |
| 2011年 | 3,695            |
| 2012年 | 3,715            |
| 2013年 | 3,843            |
| 2014年 | 3,653            |
| 2015年 | 3,718            |
| 2016年 | 3,608            |
| 2017年 | 3,597            |

## 相邻车站
西日本旅客铁道
 阪和線
■快速、■直通快速、■纪州路快速（早高峰部分列车）
紀伊（JR-R48）－六十谷（JR-R52）－和歌山（JR-R54）
■纪州路快速（上述列车除外）、■区間快速（仅下行）、■普通
纪伊（JR-R51）－六十谷（JR-R52）－纪伊中之岛（JR-R53）

## 外部連結
- 六十谷｜車站資訊：JR出門網 - 西日本旅客鐵道